# Peumerit-Quintin

Peumerit-Quintin este o comună în departamentul  Côtes-d'Armor, Franța. În 1 ianuarie 2022 avea o populație de 184 de locuitori.